# Brand (Wüstung)
Brand, obersorbisch Spaleno, ist eine Wüstung im Gebiet der Gemeinde Krauschwitz im Landkreis Görlitz in Sachsen. Der Ort war bis 1904 eine eigenständige Landgemeinde im damaligen Landkreis Rothenburg (Ob. Laus.), wurde dann nach Skerbersdorf eingemeindet und in den 1960er-Jahren zugunsten des NVA-Truppenübungsplatzes Nochten geräumt.

## Lage
Brand lag in der Oberlausitz, rund vier Kilometer vor der Grenze zu Polen, zehn Kilometer östlich von Weißwasser und 20 Kilometer nördlich von Niesky. Benachbart gelegene Ortschaften waren Skerbersdorf im Nordosten, das ebenfalls verwüstete Neudorf im Osten, etwas weiter entfernt Daubitz im Südosten und Rietschen und Werda im Süden, Haide im Westen und Weißkeißel im Nordwesten. Zur Landgemeinde Brand gehörte außerdem die Siedlung Neudorfer Schenke. Die heutige Bundesstraße 115 befindet sich unweit der Ortslage.

## Geschichte
Das Dorf Brand wurde Anfang des 18. Jahrhunderts angelegt und gehörte damals zum Kurfürstentum Sachsen. 1777 hieß der Ort bereits Brand, in diesem Jahr wurde er von drei Gärtnern und acht Häuslern bewirtschaftet. 1791 wurde die Siedlung als Brand bey Muskau bezeichnet. Ab 1806 gehörte die Gemeinde zum Königreich Sachsen, nach der auf dem Wiener Kongress beschlossenen Teilung Sachsens kam Brand zum Königreich Preußen. Dort gehörte der Ort ab 1816 zum Landkreis Rothenburg (Ob. Laus.) im Regierungsbezirk Liegnitz der Provinz Schlesien. Brand war der Standesherrschaft Muskau unterstellt und gehörte somit zu den Besitzungen der Herren von Pückler-Muskau.
1825 hatte Brand 124 Einwohner. Im Jahr 1843 bestand die Gemeinde aus 18 Häusern und hatte 136 Einwohner. Es gab damals einen Pechofen und eine Schänke im Ort. Kirchlich gehörte Brand zu Muskau. Die Kinder des Ortes gingen aufgrund der günstigeren Lage in Haide zur Schule. Die Einwohnerzahl der Landgemeinde ging in den folgenden Jahren stetig zurück, zunächst auf 106 im Jahr 1871 und dann auf 87 im Jahr 1885. Zehn weitere Jahre später hatte Brand nur noch 61 Einwohner. Im Jahr 1904 wurde Brand nach Skerbersdorf eingemeindet. 1919 wurde die Provinz Schlesien geteilt, die Ortschaft Brand gehörte daraufhin zur Provinz Niederschlesien. 1938 wurde Niederschlesien wieder mit Oberschlesien vereinigt, die Provinz Schlesien wurde jedoch nur drei Jahre später wieder aufgelöst. Nach dem Ende des Zweiten Weltkrieges kam die Gemeinde Skerbersdorf mit der Ortschaft Brand in die Sowjetische Besatzungszone.
Am 16. Januar 1947 kam Brand in den Landkreis Weißwasser-Görlitz, der ein Jahr später in Landkreis Niesky umbenannt wurde. Ab 1949 gehörte der Ort zur DDR. Bei der Kreisreform am 25. Juli 1952 wurde die Gemeinde Skerbersdorf mit Brand dem Kreis Weißwasser im Bezirk Cottbus zugeordnet. Anfang der 1960er-Jahre wurde Brand für die Erweiterung des Truppenübungsplatzes Nochten geräumt und verwüstet. Die Ortsflur wurde am 1. Januar 1994 mit der Gemeinde Skerbersdorf nach Krauschwitz eingemeindet.